# Talanites ornatus
Talanites ornatus är en spindelart som först beskrevs av O. Pickard-Cambridge 1874.  Talanites ornatus ingår i släktet Talanites och familjen plattbuksspindlar.
Artens utbredningsområde är Egypten. Inga underarter finns listade i Catalogue of Life.